# Pretense (Zvezdna vrata SG-1)
Pretense je naslov epizode znanstveno-fantastične serije Zvezdna vrata, v kateri štab SG nepričakovano obišče Tollanec Narim, ki člane ekipe SG-1 povabi, da sodelujejo pri ‘triadi’. Šele ko prispejo na Tollan, izvedo, da je ‘triada’ starodavni obred pravice, in da bodo sodili njihovemu prijatelju Skaari. Potem, ko je Goa'uld Klorel pobegnil sistemskemu lordu Heru'urju in strmoglavil na Tollan, je njegov nedolžni gostitelj Skaara lahko prišel na površje in zaprosil za pomoč. Triada bo odločila, kateri izmed njiju bo za vedno prevzel nadzor nad Skaarjevim telesom, ali Klorel ali Skaara.
Jack O'Neill in Daniel Jackson sta tako zastopala Skaaro, v imenu Klorela pa je nastopil Goa'uld Zipacna, ki je prišel na Tollano v spremstvu dveh Jaff. Za nevtralnega razsodnika se je triade udeležila Lya, ženska iz rase Noxov.
Samantha Carter in Teal'c sta med sojenjem opazila Jaffe med poseganjem v ionske topove, ki so bili tollanska obramba pred vsiljivci, kot so Goa'uldi. To sta takoj sporočila Tollancem, ki pa na topovih niso našli nobenih sledi posega, zaradi česar so obtožili ekipo SG-1, da poskuša na nepošten način očrniti Goa'ulde in vplivati na rezultat triade. Zagrozili so celo z odslovitvijo O'Neilla in Daniela Jacksona kot zastopnika Skaare.
Teal'c je ugotovil, da se Tollancev ne bo dalo prepričati v zmoto, saj že dolgo časa niso bili v vojni in zato tudi ne znajo razmišljati strateško, kar bi jim lahko prej ali slej škodovalo.
Med nadaljevanjem sojenja so Tollanci opazili goa'uldsko ladjo, ki se je približala planetu. Goa'uld Zipacna je trdil, da bo z ladjo po koncu triade odšel on in da ni razloga za skrbi. Na triadi je bilo potem odločeno, da ima Skaara pravico do svojega življenja, Klorela pa naj bi pripadniki Tok'ra odstranili in poslali na Goa'uldski planet po lastni izbiri.
Zipacna je tako jezen zapustil triado, takoj zatem pa je goa'uldska ladja začela z napadom, s katerim so uničili ionske topove in začeli napad na Tollano.
Lya je odpeljala ekipo SG-1 do ionskega topa, ki ga je naredila nevidnega. S tem preostalim topom so potem uspeli odbiti napad in tako rešili Tollance pred popolnim zlomom. Tollanska kurija se je ekipi SG-1 zahvalila za pomoč, O'Neill je ob tej priliki vprašal o možnosti izmenjave tehnologije, vendar je bila prošnja tako,kot že tolikokrat prej, zavrnjena.